# 2018 GE3
2018 GE3 è un asteroide near-Earth del diametro compreso tra i 48 e 110 metri in base alla quantità di luce riflessa. È stato scoperto il 14 aprile 2018 dal progetto di ricerca del Catalina Sky Survey ed il 17 aprile è passato a soli 192200 km dalla superficie terrestre. Presenta un'orbita caratterizzata da un semiasse maggiore pari a 1,8279468 au e da un'eccentricità di 0,8272085, inclinata di 9,03370° rispetto all'eclittica.
Per dimensioni, al momento del passaggio, divenne il sesto oggetto più massiccio di cui sia noto il passaggio a meno di 1 distanza lunare.